# Montée (phonétique)
Pour les articles homonymes, voir Montée.
En phonétique articulatoire, la montée désigne une diminution de la taille de la cavité buccale, à savoir un relèvement de la mâchoire inférieure ou de la langue. Pour une voyelle, il s'agit d'une diminution de son aperture, pour une consonne, d'une obstruction plus importante au passage de l'air. La montée est désignée par un taquet haut souscrit dans l'alphabet phonétique international.

## Exemples
- w̝ : fricative labio-vélaire voisée (contrepartie voisée de ʍ)
- ɹ̝ : fricative alvéolaire voisée matte (s non strident)
- e̝ : voyelle d'avant haute inférieure (entre e et i)